# Sully-sur-Loire
Sully-sur-Loire là một xã trong tỉnh Loiret, thuộc vùng hành chính Centre-Val de Loire của nước Pháp, có dân số là 5830 người (thời điểm 2005). Xã nằm hai bên bờ của sông Loire, thường là điểm xuất phát cho các chuyến đi tham quan các lâu đài dọc sông Loire và cũng nổi tiếng vì có lâu đài trong thị trấn.

## Nhân khẩu học
| 1962  | 1968  | 1975  | 1982  | 1990  | 1999  | 2005  |
| ----- | ----- | ----- | ----- | ----- | ----- | ----- |
| 3.800 | 4.278 | 5.049 | 5.825 | 5.806 | 5.907 | 5.830 |

## Những người con của thành phố
- Patrice Loko (sinh 1970) cầu thủ bóng đá đội tuyển quốc gia